# Afrin
|  | No s'ha de confondre amb el riu Afrin.. |

Afrin (àrab: عفرين, ʿAfrīn; kurd: Efrîn, literalment ‘creació fructífera’ o ‘creació beneïda’) és una ciutat de la governació d'Alep a Síria.
Es troba al peu de les Kurd-Dagh (kurd: Çiyayê Kurd; àrab: جبل الأكراد, Jabal al-Akrād, ‘Muntanyes dels Kurds'). Les tribus de la regió foren les primeres que van mostrar oposició als francesos el 1920. Després França va erigir la ciutat com a centre comercial. L'anterior capital comarcal era Azaz.
L'olivera és el símbol d'Afrin, ja que és un centre principal de producció d'olives. Algunes de les indústries locals són l'oli d'oliva i la indústria tèxtil.

## Demografia
Segons el cens de 2004, té 36,562 habitants. El districte tenia 172,095 habitants segons el cens de 2004, dels quals 36,562 vivien a la pròpia ciutat d'Afrin. Dins el districte hi ha 7 municipalitats: Afrin (centre), Jindêrês, Sharan, Mobetan/Mahbatli, Rajo, Bulbul i Shiyê amb 366 llogarets i granges.

## Clima
Afrin té un clima mediterrani amb estius calorosos. Té influències de clima continental durant l'hivern, amb estius calorosos i secs i hiverns humits i ocasionalment nevades. La temperatura màxima mitjana al gener és de 9º C i la temperatura màxima mitjana al juliol és de 34º C. La neu cau generalment al gener, febrer o desembre. Afrin es caracteritza per tindre abundants pluges en els mesos d'hivern. La precipitació anual oscil·la entre 500 i 600 mm, i la taxa mitjana d'humitat és del 61%.

## Història
Uns 8 km al sud de la ciutat d'Afrin hi ha les restes d'un assentament neohitita (Edat del Ferro) conegut com a Tell Ain Dara. La vall d'Afrin era part de la Síria romana, fins a la conquesta musulmana el 637. El riu Afrin era conegut com a Oinoparas en l'era selèucida, en l'època romana el nom va canviar a Ufrenus, d'on prové l'àrab Afrin, que fou adoptat en kurd com a Efrîn.
La zona va ser conquerida breument pel Principat d'Antioquia, però va tornar a estar sota domini musulmà el 1260 després de les invasions dels mongols. En l'època otomana, l'àrea era part de la província de Kilis.
Tot i que no és contigua a la zona d'assentament kurd, la vall d'Afrin sembla haver tingut assentament kurd almenys des del segle xix, ja que en aquest moment era coneguda com el Sancak dels kurds en els documents otomans.

### Època moderna
Amb l'establiment de la frontera entre Síria i Turquia en 1923, Afrin es va desprendre de la província de Kilis i va passar a formar part de la Síria sota administració francesa (és a dir, l'Estat d'Alep, Estat de Síria entre 1924 i 1930; República de Síria entre 1930 i 1958) i, finalment, es va incorporar a Síria moderna durant la formació de l'estat entre 1958 i 1961.
La ciutat d'Afrin es va fundar al segle xix com un mercat. El 1929, el nombre de residents permanents era menor de 800, amb un creixement els següents decennis fins a arribar a 7.000 l'any 1968. La ciutat va ser desenvolupat per França sota el mandat francès de Síria. Des de l'annexió turca de la província de Hatay el 1939, el districte d'Afrin ha estat envoltat per la frontera entre Síria i Turquia, en la major part de la seua circumferència, a part de la frontera amb el districte d'Azaz a l'est i una curta frontera amb el districte de Simeó al sud-est.
Hi va haver un esclat de disturbis civils el 21 de març de 1986, en el qual tres persones van ser mortes per la policia. El 1999, la detenció del líder kurd Abdullah Öcalan va provocar nous enfrontaments entre manifestants kurds i la policia siriana.

### Cantó d'Afrin

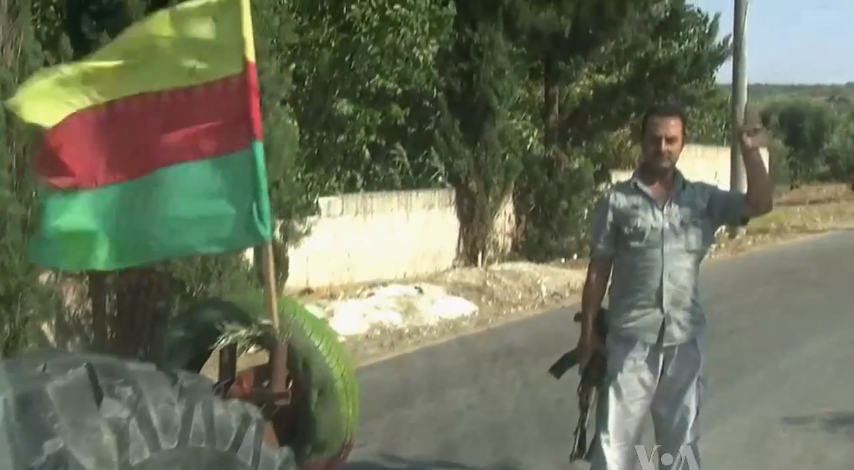
Checkpoint del PYD a Afrin en agost de 2012

Durant la guerra civil siriana, les forces governamentals sirianes es van retirar de la ciutat durant l'estiu de 2012. Les Unitats de Protecció Popular kurdes (YPG) van prendre el control de la ciutat poc després.
El cantó d'Afrin va ser declarat el 29 de gener de 2014 com una part autònoma de facto del Kurdistan sirià. El centre administratiu del cantó d'Afrin és la ciutat d'Afrin. El govern local se sent amenaçat pel front Al-Nusra i les tropes de l'exèrcit turc, en el context de la guerra civil siriana. D'acord amb la constitució del Kurdistan sirià, l'Assemblea Legislativa del cantó d'Afrin va declarar la seua autonomia en la seua sessió del 29 de gener de 2014. L'assemblea va triar Hêvî Îbrahîm Mustefa com a primer ministre, qui va nomenar a Remzi Şêxmus i Ebdil Hemid Mistefa seus diputats.
L'agost de 2015 es va inaugurar la Universitat d'Afrin per promoure l'ensenyament, amb programes inicials de literatura, enginyeria i economia. Així mateix, també hi ha instituts de medicina, enginyeria topogràfica, estudis de música i teatre, administració d'empreses i llengua kurda.
Tot i la guerra civil, al Cantó d'Afrin no hi ha hagut mai combats, tret d'esporàdics enfrontaments, causats per atacs de milícies rebels islamistes, així com del propi estat turc, que intentaven prendre el territori controlat per les Unitats de Protecció Popular. Això va permetre a la ciutat d'Afrin desenvolupar cert comerç i intercanvi de béns, així com l'acolliment de centenars de milers de refugiats provinents d'altres regions de Síria.

### Captura per les milícies rebels gihadistes
El gener de 2018 Turquia va envair el Cantó d'Afrin, una operació militar coneguda com a "Branca d'Olivera" que tracta de prendre el control de tota la regió d'Afrin. En l'operació participaren diversos grups i milícies gihadistes i rebels, que actuaven amb el suport terrestre i aeri de les Forces Armades de Turquia.
Finalment la ciutat va caure en mans dels gihadistes el 18 de març, després que les YPG anunciaren que es retiraven de la ciutat per evitar que fora més malmesa pels bombardeigs aeris i d'artilleria terrestre de l'exèrcit turc. En retirar-se cap a les muntanyes, les YPG van començar una guerra de guerrilles
contra l'exèrcit turc i els rebels. Després de la captura de la ciutat, diversos establiments, botigues i cases van ser saquejats per grups de milicians gihadistes, i els rebels van fer onejar la bandera de Turquia a l'edifici de l'administració local.